# 高知平野

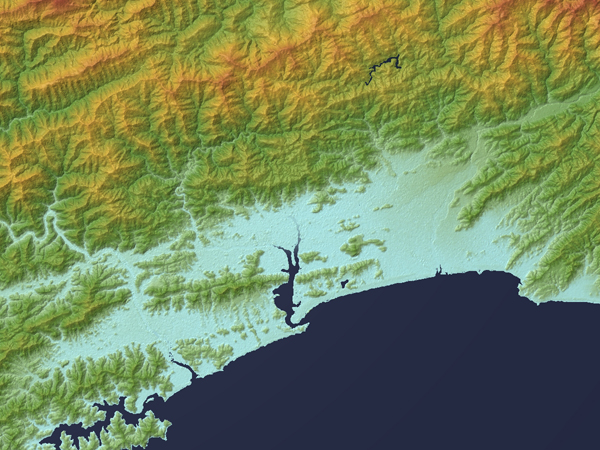
高知平野周辺の地形図

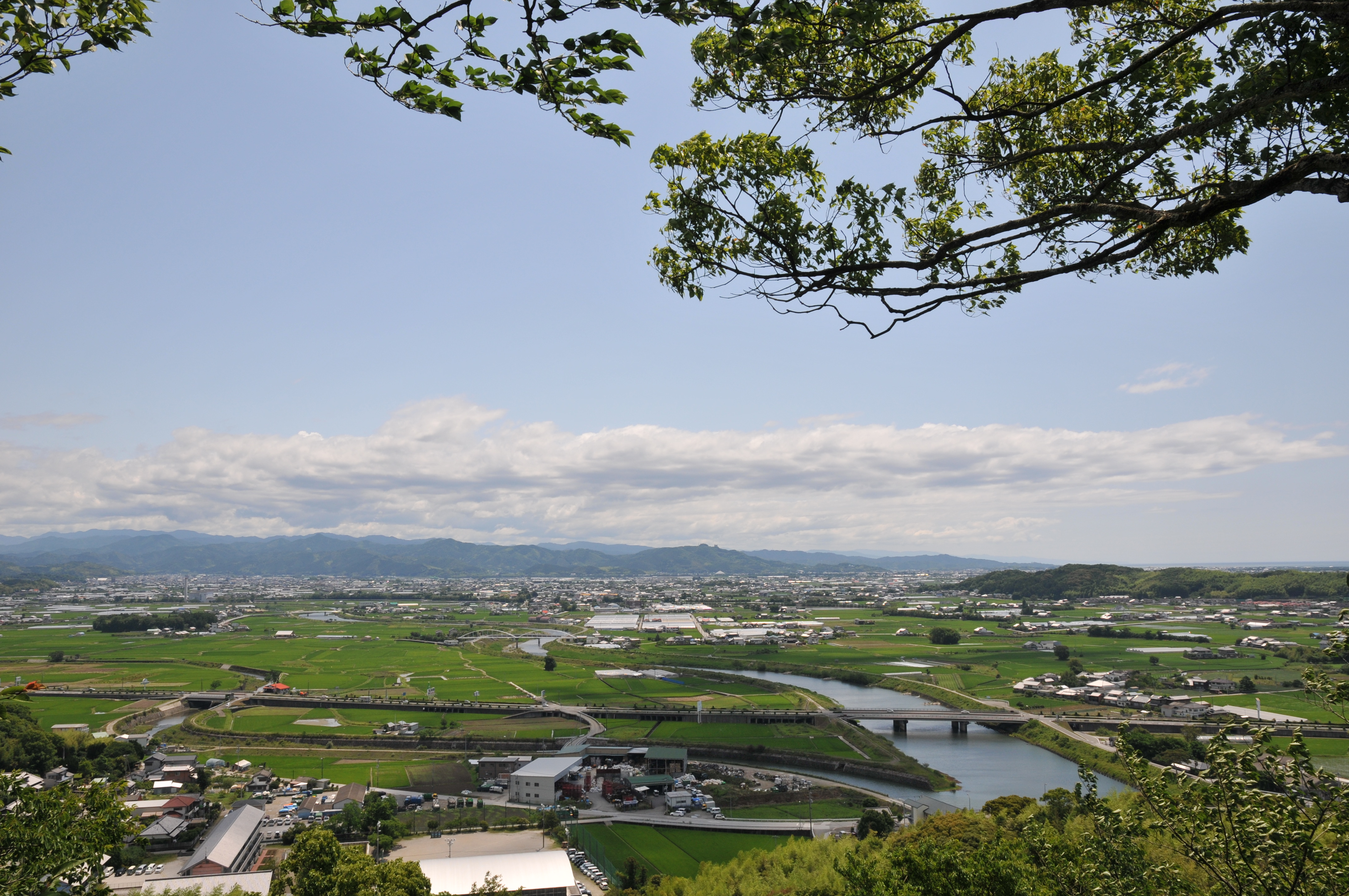
高知平野東部（香長平野）と南国市街遠景

高知平野（こうちへいや）は、高知県中央部に位置する平野。面積約140km2。土佐平野（とさへいや）とも呼ばれる。

## 概要
狭義には浦戸湾に注ぐ鏡川、国分川、久万川の下流域を指すが、これに物部川下流域の香長平野と、仁淀川下流域を加えたものを高知平野とするのが一般的である。
鏡川下流の三角州には高知市の中心市街地がある。また県人口の大半がこの地域に集中している。

## 産業
米の二期作発祥の地とされており、同県の温暖な気候を利用した米作やビニールハウスによる野菜や花き園芸は全国有数の規模を誇る。
南部の浦戸湾岸地域は古くから造船業が、東部の南国市は機械工業や食品加工業が集積している。また近年は南国市と香南市に半導体関連工場が進出している。

## 交通
- 鉄道　土讃線、とさでん交通、土佐くろしお鉄道ごめん・なはり線
- 道路　国道32号、国道33号、国道55号、国道56号、国道195号、高知自動車道、高知東部自動車道
- 空港　高知龍馬空港
- 港湾　高知港、高知新港